# 鈴木啓一 (ジャーナリスト)
鈴木 啓一（すずき けいいち、1958年 - 2006年12月17日）は、日本のジャーナリスト。朝日新聞論説委員。 リクルート事件のきっかけとなるスクープや政権批判の記事などで朝日の看板記者だったが、2006年12月17日に東京湾に浮かんでいたところを発見され、「自殺」として処理された。 最後の記事は死亡の翌日に掲載された「りそな銀行、自民党への融資残高3年で10倍」だった。

## 略歴
- 朝日新聞社入社。
- 横浜支局配属
- 社会部配属
- 2001年論説委員

## 人物
- 横浜支局時代の1988年、県警キャップとして川崎市の助役がリクルートコスモスの未公開株を上場後に売り抜け、1億円の売却益を得ていた疑惑をスクープ。これが中央政権を揺るがすリクルート事件解明のきっかけとなった。
- 社内では名文家として評価が高く、将来の天声人語担当者と目されていた。
- 故安倍晋三総理の暗殺事件をテーマにした小説「暗殺」（柴田哲孝著）に掲載される。